# Gerhard Zemann
Gerhard Zemann (pron. [ˈɡerhɑrt ˈtseːman]) (Vienna, 21 marzo 1940 – Salisburgo, 14 aprile 2010) è stato un attore austriaco, attivo nel cinema, nel teatro e in televisione.

## Biografia
Attivo nei teatri viennesi e salisburghesi, è celebre in Austria, Svizzera e Germania e in altre produzioni germanofone.
In Italia lo si ricorda per le sue apparizioni (ben 120) nella serie televisiva poliziesca Il commissario Rex nei panni del patologo dott. Leo Graf.
È stato ospite dai vari Festival di Cannes e di Venezia.
È morto il 14 aprile 2010 in seguito a un infarto.